# 유기 인 화합물

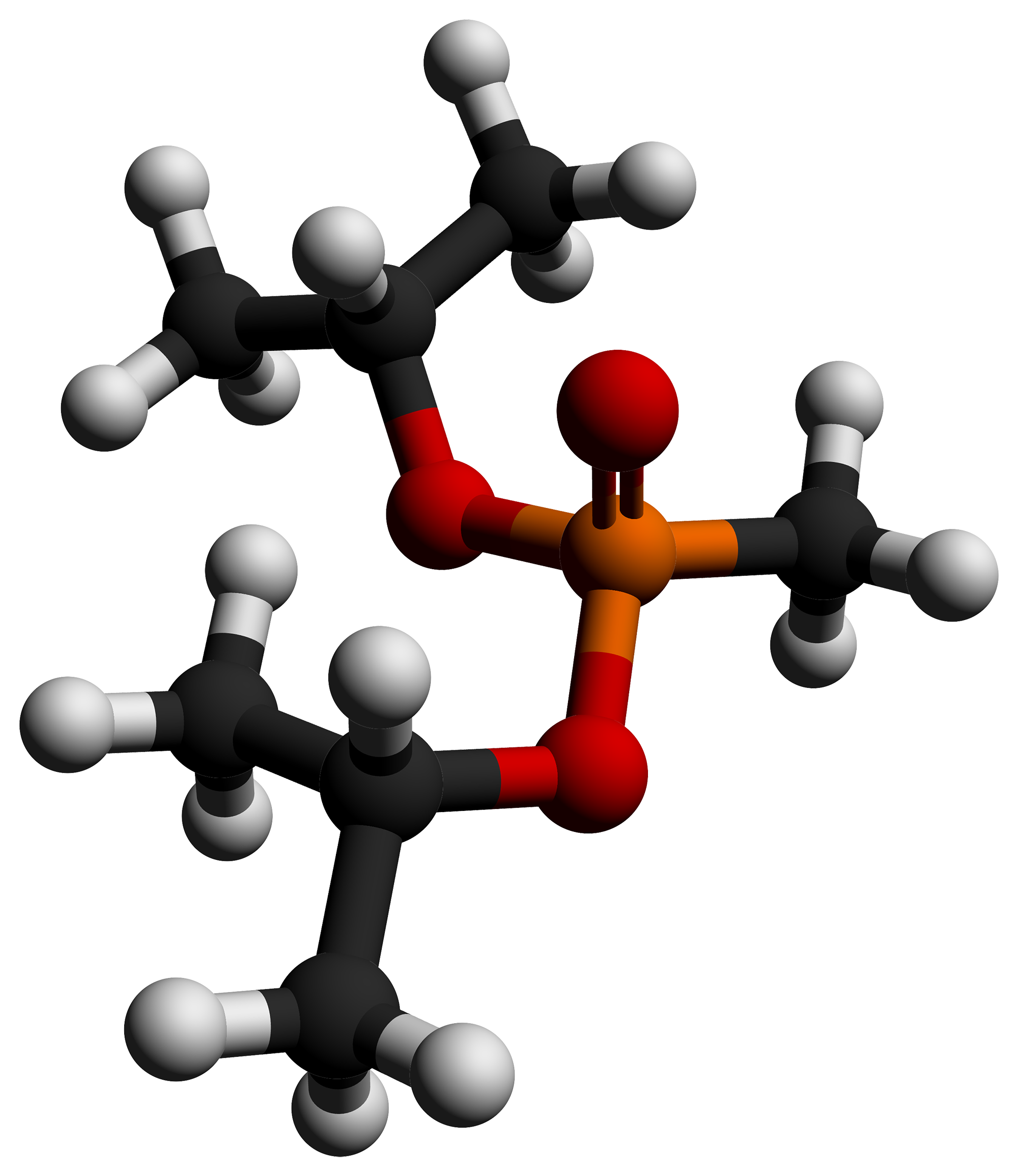

유기인화합물(有機燐化合物, 영어: organophosphorus compound)은 탄소 및 인이 결합되어 있는 유기 화합물의 총칭이다.